# Große Synagoge (Pinsk)

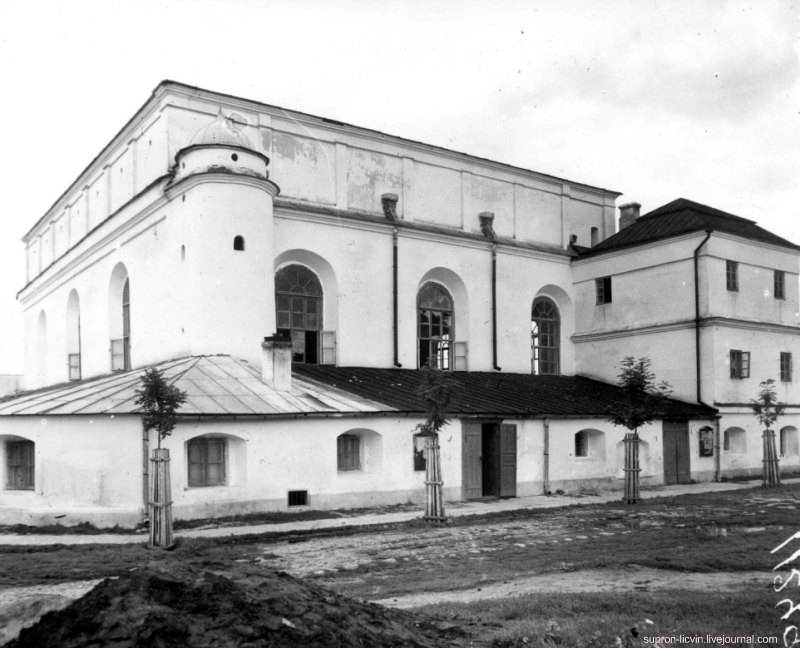
Synagoge vom Nordwesten (ca. 1925)

Die Große Synagoge in Pinsk, einer belarussischen Stadt in der Breszkaja Woblasz, war eine der größten und ältesten Synagogen in der Polnisch-Litauischen Adelsrepublik. Sie wurde im Zweiten Weltkrieg stark beschädigt und in den 1950er Jahren endgültig abgerissen.

## Geschichte
Die Synagoge wurde 1640 erbaut. Wahrscheinlich wurde sie bereits in den Kriegen in der zweiten Hälfte des 17. Jahrhunderts und zu Beginn des 18. Jahrhunderts in Mitleidenschaft gezogen. Sicher ist, dass bei Baumaßnahmen in der ersten Hälfte des 18. Jahrhunderts bereits Änderungen am Gebäude vorgenommen wurden.
Ein ursprünglich hinter einer Attika verborgenes Dach wurde irgendwann durch ein Giebeldach ersetzt. Nach einem Brand 1921 wurde danach wieder ein Dach der ursprünglichen Form hergestellt.
Im Zweiten Weltkrieg wurde sie zunächst angesteckt und teilweise abgerissen. Die restlichen Mauern wurden nach dem Krieg beseitigt.

## Architektur

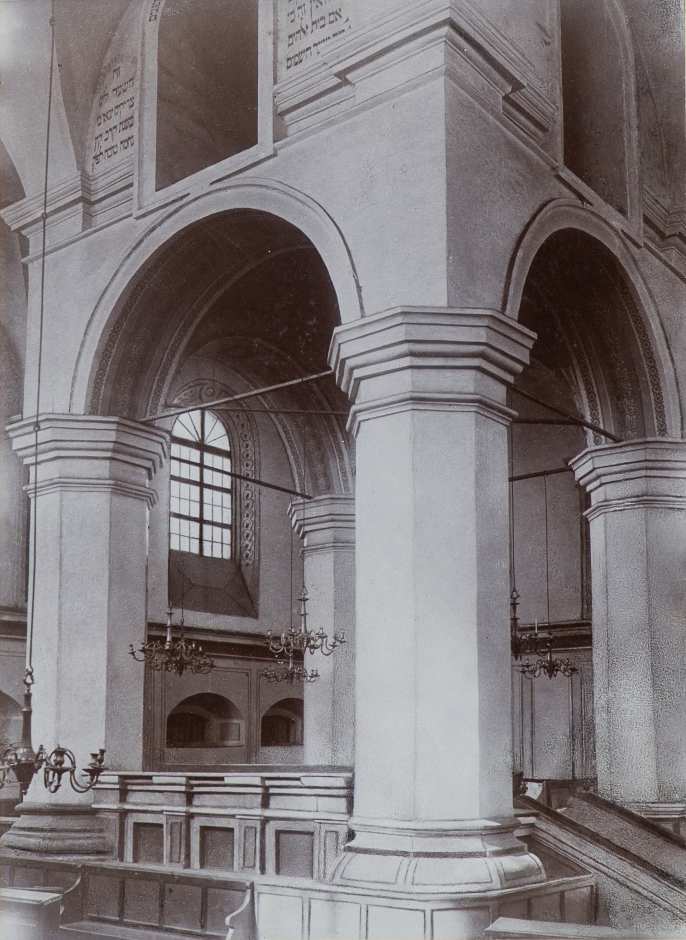
Bima (1914)

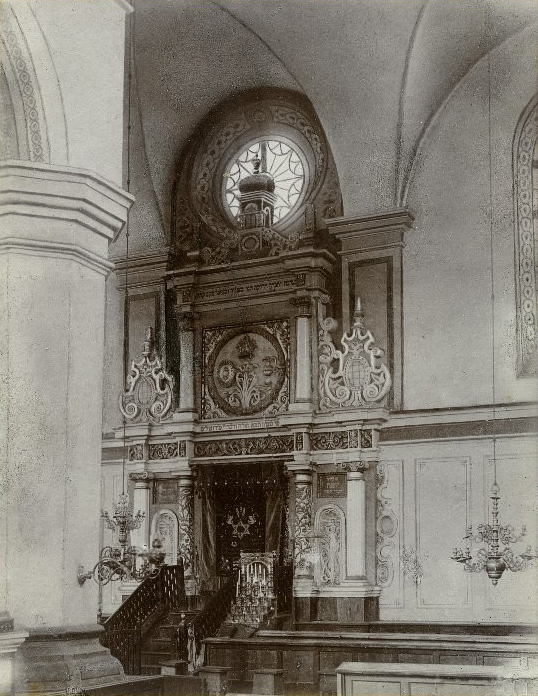
Toraschrein (1914)

Die Synagoge bestand aus dem Gebetsraum der Männer (der 21 × 18 m großen Haupthalle). Diese lag mehrere Treppenstufen niedriger als die umliegenden Gebäudeteile und war an der höchsten Stelle 10,5 m hoch. An der Ecke im Nordwesten war ein halbrunder Turm mit einer Spiraltreppe integriert, die zur Attika führte. An drei Seiten lehnten sich kleinere Gebäudeteile an: im Westen die Vorhalle und im Norden und Süden die Gebetsräume der Frauen, die direkte Eingänge von außen hatten. Im Südwesten war noch ein zweigeschossiger Pavillon angebaut. Bis auf diesen machte das Gebäude einen einheitlichen Gesamteindruck, sodass anzunehmen ist, dass bis auf den Eckpavillon die Teile gleichzeitig gebaut wurden.
Das Hauptgebäude hatte im Osten zwei hohe Rundbogenfenster und dazwischen einen Okulus, an den anderen Seiten je drei hohe Rundbogenfenster. Von den Frauenräumen gab es zu der Halle je eine Reihe kleinerer Fenster.
Die Tür von der Vorhalle zum Gebetsraum war in der Mitte der Westwand, während man von außen durch zwei seitlich davon versetzte Türen gelangte. Diese Anordnung der Türen war in vielen Synagogen in der Gegend im 18. Jahrhundert üblich und diente dazu, dass Unberechtigte keinen Einblick in den Gebetsraum hatten.
Das Gewölbe wurde in der Mitte von einer Stützbima getragen, die es ermöglichte, einen so großen Raum zu überspannen. Die gesamte Konstruktion der Bima ergab den Eindruck einer kleinen Kapelle.
Der mehrstufige Toraschrein wiederum erweckte den Eindruck eines Altars oder Triumphbogens. Er stand in der Mitte der Ostwand unterhalb des Rundfensters (Okulus). Bei den Renovierungen nach dem Feuer von 1921 wurden an ihm vermutlich Änderungen vorgenommen.